# Saison 2009-2010 de l'Olympique lyonnais (féminines)
Maillots
Dernière mise à jour : 2 juin 2012.
Chronologie
Saison précédente Saison suivante
La saison 2009-2010 de la section féminine de l'Olympique lyonnais est la trente-deuxième saison consécutive du club rhônalpins en première division du championnat de France depuis 1978.
En plus des compétitions nationales, l'entraîneur Farid Benstiti et ses joueuses ont pour objectif d'atteindre les sommets européens. 
L'Olympique lyonnais va donc évoluer au cours de la saison en Ligue des champions, où le club est exempté de premier tour grâce au bon coefficient UEFA de la France.

## Transferts
| Été 2009            |             |                   |                        |                 |
| Nom                 | Nationalité | Transfert         | Provenance/Destination | Division        |
| Arrivées            |             |                   |                        |                 |
| Sarah Bouhaddi      | France      | Contrat pro. (?)  | FCF Juvisy             | Division 1      |
| Inès Dhaou          | France      | Contrat pro. (?)  | FC Seynois             | Division 2      |
| Départs             |             |                   |                        |                 |
| Alexandra Muci      | France      | Fin de contrat    | AS Saint-Étienne       | Division 1      |
| Dorte Jensen        | Danemark    | Fin de contrat    | Lillestrøm             | Toppserien      |
| Alix Faye-Chellali  | France      | Fin de contrat    | Université de Toronto  | O.U.A.          |
| Sarah Chorfa        | France      | Fin de contrat    | Libre                  | Libre           |
| Océane Caïraty      | France      | Fin de contrat    | Libre                  | Libre           |
| Bente Nordby        | Norvège     | Fin de contrat    | Fin de carrière        | Fin de carrière |
| Hiver 2009-2010     |             |                   |                        |                 |
| Nom                 | Nationalité | Transfert         | Provenance/Destination | Division        |
| Arrivées            |             |                   |                        |                 |
| Amelie Rybäck       | Suède       | Contrat de 6 mois | Göteborg FC            | Damallsvenskan  |
| Isabell Herlovsen   | Norvège     | Contrat pro. (?)  | Kolbotn IL             | Toppserien      |
| Christine C. Nilsen | Norvège     | Contrat pro. (?)  | Kolbotn IL             | Toppserien      |

## Parcours en Coupe d'Europe
L'Olympique lyonnais atteint sa première finale de Ligue des champions de son histoire.
| Ligue des champions 2009 - 2010 |                   |                                         |                           |                     |                      |
| Nb.                             | Date              | Lieu                                    | Compétition               | Adversaire          | Résultat             |
| 9.                              | 20 mai 2010       | Coliseum Alfonso Pérez, Getafe, Espagne | Finale                    | FFC Turbine Potsdam | 0 - 0 a.p. (7p - 6p) |
| 8.                              | 28 avril 2010     | Gammliavallen, Umeå, Suède              | 1/2 finale retour         | Umeå IK             | 0 - 0                |
| 7.                              | 10 avril 2010     | Stade de Gerland, Lyon, France          | 1/2 finale aller (dom.)   | Umeå IK             | 3 - 2                |
| 6.                              | 17 mars 2010      | Vanni Sanna, Sassari, Italie            | 1/4 finale retour         | ASD Torres          | 1 - 0                |
| 5.                              | 10 mars 2010      | Stade de Gerland, Lyon, France          | 1/4 finale aller (dom.)   | ASD Torres          | 3 - 0                |
| 4.                              | 12 novembre 2009  | Stade de Gerland, Lyon, France          | 1/8 finale retour (dom.)  | Fortuna Hjørring    | 5 - 0                |
| 3.                              | 5 novembre 2009   | Hjørring Stadion, Hjørring, Danemark    | 1/8 finale aller          | Fortuna Hjørring    | 1 - 0                |
| 2.                              | 7 octobre 2009    | Stade de Gerland, Lyon, France          | 1/16 finale retour (dom.) | ŽFK Mašinac Niš     | 5 - 0                |
| 1.                              | 30 septembre 2009 | Delijski Vis, Niš, Serbie               | 1/16 finale aller         | ŽFK Mašinac Niš     | 1 - 0                |

## Parcours en Challenge de France
L'Olympique lyonnais est éliminé du Challenge de France en demi-finale aux tirs au but pour la deuxième saison consécutive.
| Challenge de France 2009 - 2010 |               |                                              |                   |            |                 |
| Nb.                             | Date          | Lieu                                         | Compétition       | Adversaire | Résultat        |
| 4.                              | 25 avril 2010 | Stade G.-Lefèvre, St-Germain-en-Laye, France | 1/2 finale        | Paris SG   | 1 - 1 (3p - 2p) |
| 3.                              | 21 mars 2010  | Stade Léo-Lagrange, Soyaux, France           | 1/4 finale        | ASJ Soyaux | 2 - 0           |
| 2.                              | 7 mars 2010   | Plaine des Jeux de Gerland, Lyon, France     | 1/8 finale (dom.) | AS Muret   | 9 - 0           |
| 1.                              | 3 mars 2010   | Stade de Bellevue, Yzeure, France            | 1/16 finale       | Yzeure     | 9 - 1           |

## Parcours en Championnat de France
L'Olympique lyonnais remporte son quatrième titre national d'affilée.
| Saison 2009 - 2010 |                   |                                                        |                    |                  |          |
| Nb.                | Date              | Lieu                                                   | Compétition        | Adversaire       | Résultat |
| 22.                | 13 juin 2010      | Stade de la Couldre, Montigny-le-Bretonneux, France    | 22e journée        | AS Montigny      | 5 - 0    |
| 21.                | 6 juin 2010       | Stade de Gerland, Lyon, France                         | 21e journée (dom.) | Saint-Brieuc     | 5 - 0    |
| 20.                | 30 mai 2010       | Stade Georges-Lefèvre, St-Germain-en-Laye, France      | 20e journée        | Paris SG         | 0 - 0    |
| 19.                | 24 mai 2010       | Stade de Saint-André d'Ornay, La Roche-sur-Yon, France | 18e journée        | La Roche-sur-Yon | 5 - 0    |
| 18.                | 13 mai 2010       | Stade Léo-Lagrange, Soyaux, France                     | 14e journée        | ASJ Soyaux       | 7 - 0    |
| 17.                | 9 mai 2010        | Stade de Bellevue, Yzeure, France                      | 12e journée        | Yzeure           | 3 - 0    |
| 16.                | 2 mai 2010        | Stade de Gerland, Lyon, France                         | 19e journée (dom.) | Montpellier      | 5 - 0    |
| 15.                | 4 avril 2010      | Stade de Gerland, Lyon, France                         | 17e journée (dom.) | Hénin-Beaumont   | 3 - 1    |
| 14.                | 14 mars 2010      | Stade Georges-Maquin, Viry-Châtillon, France           | 16e journée        | FCF Juvisy       | 2 - 0    |
| 13.                | 28 février 2010   | Plaine des Jeux de Gerland, Lyon, France               | 15e journée (dom.) | Toulouse         | 5 - 0    |
| 12.                | 7 février 2010    | Stade Léon-Nautin, Saint-Étienne, France               | 13e journée        | Saint-Étienne    | 4 - 0    |
| 11.                | 23 janvier 2010   | Stade Fred-Aubert, Saint-Brieuc, France                | 11e journée        | Saint-Brieuc     | 4 - 1    |
| 10.                | 13 décembre 2009  | Stade de Gerland, Lyon, France                         | 10e journée (dom.) | Paris SG         | 1 - 1    |
| 9.                 | 6 décembre 2009   | Stade Joseph-Blanc, Villeneuve-lès-Maguelone, France   | 9e journée         | Montpellier      | 3 - 1    |
| 8.                 | 29 novembre 2009  | Plaine des Jeux de Gerland, Lyon, France               | 8e journée (dom.)  | La Roche-sur-Yon | 9 - 0    |
| 7.                 | 15 novembre 2009  | Stade Raymonde-Delabre, Hénin-Beaumont, France         | 7e journée         | Hénin-Beaumont   | 3 - 1    |
| 6.                 | 8 novembre 2009   | Stade de Gerland, Lyon, France                         | 6e journée (dom.)  | FCF Juvisy       | 6 - 1    |
| 5.                 | 1er novembre 2009 | Stade municipal, Ramonville Saint-Agne, France         | 5e journée         | Toulouse         | 7 - 1    |
| 4.                 | 18 octobre 2009   | Plaine des Jeux de Gerland, Lyon, France               | 4e journée (dom.)  | ASJ Soyaux       | 5 - 0    |
| 3.                 | 10 octobre 2009   | Stade René-Dubot, Tassin-la-Demi-Lune, France          | 3e journée         | Saint-Étienne    | 5 - 0    |
| 2.                 | 4 octobre 2009    | Plaine des Jeux de Gerland, Lyon, France               | 2e journée (dom.)  | Yzeure           | 4 - 0    |
| 1.                 | 27 septembre 2009 | Plaine des Jeux de Gerland, Lyon, France               | 1re journée (dom.) | AS Montigny      | 6 - 0    |

### Classement
| Rang | Équipe                   | Pts | J  | G  | N | P  | Bp | Bc | Diff |
| ---- | ------------------------ | --- | -- | -- | - | -- | -- | -- | ---- |
| 1    | Olympique lyonnais T     | 78  | 22 | 18 | 2 | 2  | 93 | 11 | +82  |
| 2    | FCF Juvisy               | 77  | 22 | 18 | 1 | 3  | 58 | 18 | +40  |
| 3    | Paris SG CF              | 74  | 22 | 16 | 4 | 2  | 62 | 8  | +54  |
| 4    | Montpellier HSC          | 70  | 22 | 15 | 3 | 4  | 48 | 18 | +30  |
| 5    | FCF Nord Allier Yzeure   | 53  | 22 | 9  | 4 | 9  | 28 | 32 | -4   |
| 6    | AS Saint-Étienne         | 48  | 22 | 8  | 2 | 12 | 26 | 44 | -18  |
| 7    | FCF Hénin-Beaumont       | 48  | 22 | 7  | 5 | 10 | 28 | 43 | -15  |
| 8    | Toulouse FC              | 44  | 22 | 6  | 4 | 12 | 25 | 50 | -25  |
| 9    | Stade briochin           | 42  | 22 | 6  | 2 | 14 | 38 | 76 | -38  |
| 10   | ESOFV La Roche-sur-Yon P | 40  | 22 | 5  | 3 | 14 | 23 | 58 | -35  |
| 11   | ASJ Soyaux               | 36  | 22 | 3  | 5 | 14 | 13 | 44 | -31  |
| 12   | AS Montigny P            | 32  | 22 | 3  | 1 | 18 | 15 | 55 | -40  |

|  | Qualifié pour la Ligue des champions 2010-2011 (Seizièmes de finale). |
|  | Qualifié pour la Ligue des champions 2010-2011 (Tour de qualification). |
|  | Relégué en Division 2. |
|  | T Tenant du titre. P Promu de Division 2. CF Vainqueur du Challenge de France 2009-2010. Pts points ; G victoires ; N match nuls ; P défaites Bp buts marqués ; Bc buts encaissés ; Diff différence de buts |

### Évolution du classement
Leader du championnat

## Statistiques individuelles

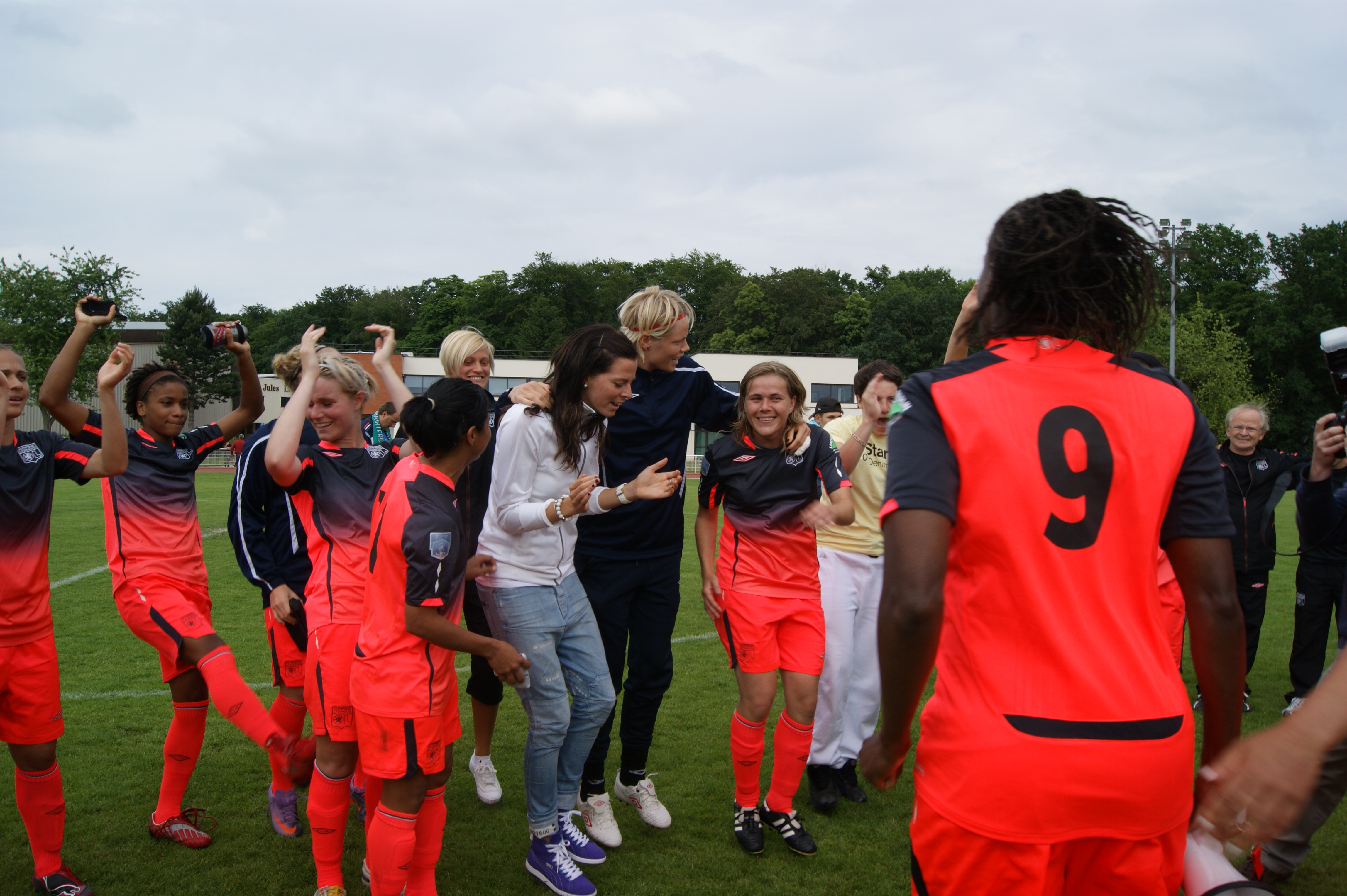
Célébration du titre de championne de France 2009-2010 à Montigny le 13 juin.

| Nb.                 | Joueuse             | Total | Championnat | Challenge de France | Ligue des champions |
| 1.                  | Katia Da Silva      | 21    | 17          | 2                   | 2                   |
| 2.                  | Sandrine Brétigny   | 16    | 9           | 6                   | 1                   |
| 3.                  | Lara Dickenmann     | 16    | 15          | 1                   | 0                   |
| 4.                  | Lotta Schelin       | 16    | 11          | 0                   | 5                   |
| 5.                  | Élodie Thomis       | 16    | 10          | 3                   | 3                   |
| 6.                  | Louisa Necib        | 11    | 7           | 0                   | 4                   |
| 7.                  | Shirley Cruz Traña  | 7     | 6           | 0                   | 1                   |
| 8.                  | Wendie Renard       | 6     | 6           | 0                   | 0                   |
| 9.                  | Corine Petit        | 3     | 2           | 0                   | 1                   |
| 10.                 | Amandine Henry      | 3     | 2           | 1                   | 0                   |
| 11.                 | Isabell Herlovsen   | 3     | 0           | 0                   | 0                   |
| 12.                 | Aurélie Kaci        | 3     | 1           | 2                   | 0                   |
| 13.                 | Sandrine Dusang     | 2     | 2           | 0                   | 0                   |
| 14.                 | Simone Gomes Jatoba | 2     | 1           | 0                   | 1                   |
| 15.                 | Ingvild Stensland   | 2     | 1           | 1                   | 0                   |
| 16.                 | Inès Dhaou          | 1     | 0           | 1                   | 0                   |
| 17.                 | Laura Georges       | 1     | 1           | 0                   | 0                   |
| But contre son camp | But contre son camp | 3     | 2           | 1                   | 0                   |
| Total Général       | Total Général       | 132   | 93          | 21                  | 18                  |

## Chiffres marquants
- 600ème but de l'histoire de l'OL : Élodie Thomis (en championnat de D1, face à Soyaux (5-0), le 18 octobre 2009).
- 100ème but inscrit dans la saison : Louisa Necib (en Ligue des Champions, face à Umeå (3-2), le 10 avril 2010).
- 700ème but de l'histoire de l'OL : Élodie Thomis (en championnat de D1, face à Saint-Brieuc (5-0), le 6 juin 2010).
- 500ème but de l'histoire en championnat de D1 : Amandine Henry (à Montigny (5-0), le 13 juin 2010).